# 水都大橋

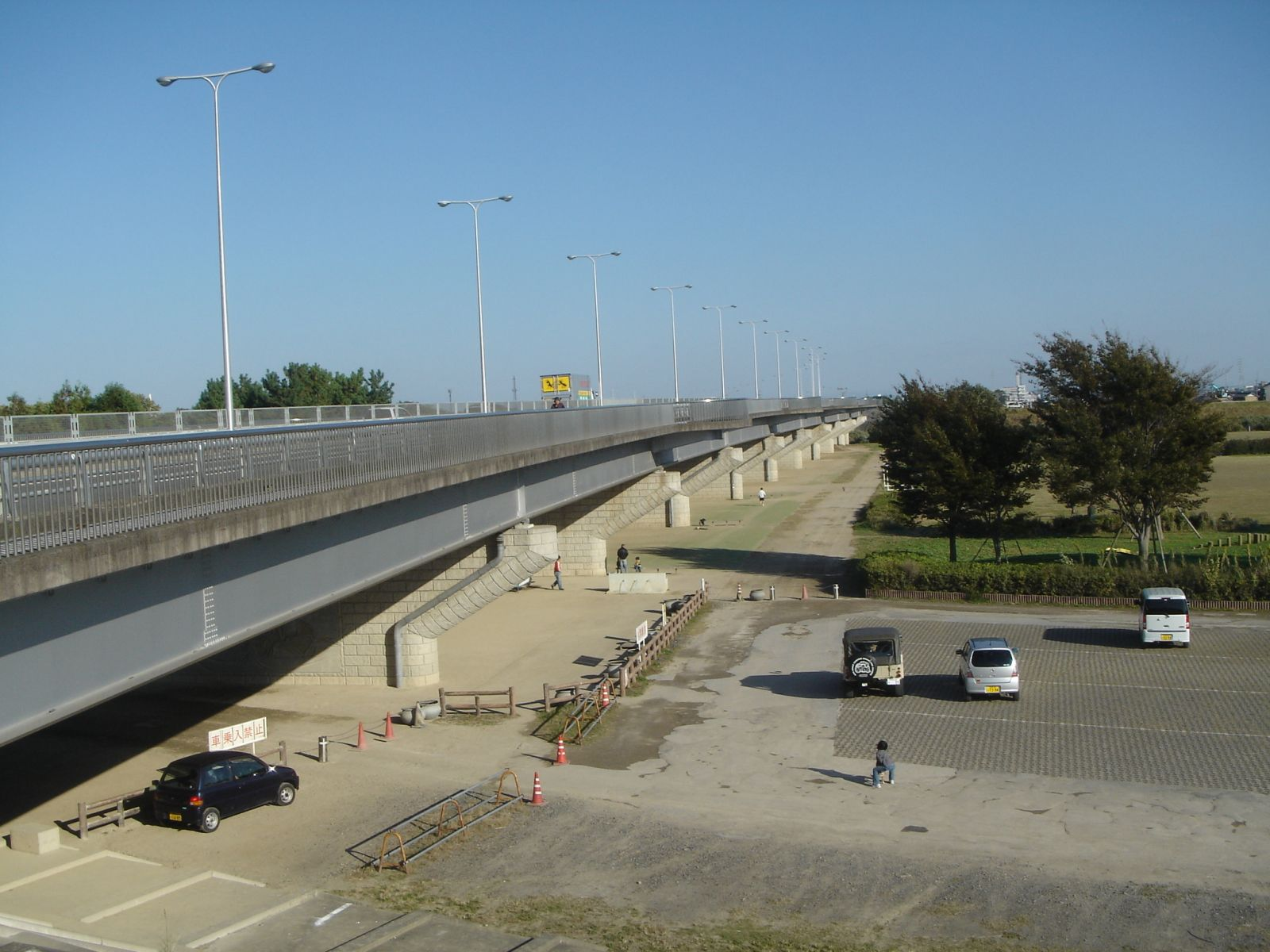
右岸下流側より撮影

水都大橋（すいとおおはし）は、岐阜県大垣市の杭瀬川に架かる県道（岐阜県道50号大垣環状線）の橋である。
水都大橋の水都とは、地下水などの水が豊富であることに由来する大垣市の別名である。大垣市の施設のスイトピアセンターや、毎年8月に行なわれる「水都まつり」なども水都から名づけられている。

## 概要
供用
1997年（平成9年）3月
延長
367.3メートル
幅員
20.5メートル
車道片側2車線+歩道2線
区間
岐阜県大垣市野口 - 大垣市割田
東側は、割田3丁目交差点（岐阜県道225号小倉烏江大垣線交点）から養老鉄道養老線を高架（割田高架橋）で跨ぐ。ここから水都大橋までの約800メートルが高架橋となっている。

## その他
- 杭瀬川の河川敷にある杭瀬川スポーツ公園を跨ぐ。

## 周辺施設
- イオンモール大垣
- イビデン青柳事業場
- 美濃青柳駅
- 宝光院（節分会はだか祭り）
- 杭瀬川スポーツ公園